# Róża Maria Goździewska
Róża Maria Goździewska (31 de março de 1936 - 29 de outubro de 1989), também conhecida como Różyczka Goździewska,  foi uma enfermeira polonesa, conhecida como a enfermeira mais jovem da Revolta de Varsóvia de 1944, época em que era criança.

## Biografia
Goździewska nasceu em 31 de março de 1936. Seu pai foi morto pela Gestapo em 1943. Um ano depois, em 1º de agosto, a cidade de Varsóvia foi engolfada pelo levante contra os ocupantes alemães, com a população civil presa no meio. Várias crianças soldados participaram da luta ao lado dos insurgentes poloneses.
Goździewska, com oito anos na época, estava ajudando no hospital de campanha na Rua Moniuszki, 11, em Varsóvia. Foi descrita como enfermeira porque fazia os pacientes sorrirem, trazia água para eles beberem e tentava espantar as moscas. Esse hospital de campanha estava associado à unidade Koszta Company do Exército Nacional dos insurgentes poloneses. Sua parente, Jadwiga Obretenny, na época com 19 anos, também foi enfermeira no Levante.
Uma foto de Goździewska, usando uma braçadeira da Cruz Vermelha, foi tirada no início de agosto de 1944 por Eugeniusz Lokajski, codinome "Brok", um combatente da resistência do Exército da Pátria e fotógrafo, que morreria um mês depois. A Revolta, depois de incorrer em grandes baixas entre os participantes civis, acabou sendo esmagada pelos alemães em 2 de outubro. Goździewska e sua irmã sobreviveram à guerra. Depois, frequentou um ginásio dirigido pelas ursulinas, formou-se na Universidade de Tecnologia da Silésia e, em 1958, emigrou para a França, onde se casou e teve dois filhos. Ela morreu em 29 de outubro de 1989.

## Lembrança
No início do século XXI, sua foto ganhou reconhecimento, tendo sido usada em vários materiais publicados pelo Museu da Insurreição de Varsóvia. Sua foto foi colorida na década de 2010 e, no final de 2010, descrita como "bem conhecida" e até mesmo como uma das fotos mais famosas da Revolta de Varsóvia.